# فریادهای بدون کلام
فریادهای بدون کلام (به انگلیسی: Screams Without Words) عنوان تحقیقاتی است که نیویورک تایمز در خصوص خشونت جنسی در جریان حمله حماس به اسرائیل در سال ۲۰۲۳ انجام داده‌است. عنوان کامل این گزارش "فریادهای بدون کلام": چگونه حماس به خشونت جنسی در ۷ اکتبر دست زد" است که در دسامبر ۲۰۲۳ منتشر شده‌است.
جفری گیتمن و آنات شوارتس و آدام سلا نویسندگان این مقاله بودند.
روند نگارش این مقاله به شدت مورد انتقاد قرار گرفته‌است و مسائلی از جمله استفاده از خبرنگاران بی تجربه، اتکای بیش از حد به شهادت شهود؛ تأیید ضعیف؛ و فقدان شواهد پزشکی از جمله انتقادات مطرح شده به این گزارش است.

## پیامدها
در ۳ ژانویه، وب‌سایت خبری ماندویس مقاله‌ای از «گروهی ناشناس از روزنامه‌نگاران فلسطینی در اسرائیل» منتشر کرد که تحقیقات مقاله مذکور دربارهٔ گال عبدوش (یکی از قربانیان) را مورد انتقاد قرار می‌داد. برخی از بستگان خانواده عبدوش به ماندویس اعلام کردند که هیچ مدرکی دال بر تجاوز جنسی وجود ندارد و شوارتز با آنها به بهانه‌های واهی مصاحبه کرده‌است. با این حال، شبکه خبری اسرائیل وای‌نت در ۳۱ دسامبر ۲۰۲۳ گزارش داد که اتی براچا، مادر گال؛ رامی براچا، برادر گال؛ و مادرشوهر گال همگی بر این باورند که عبدوش پس از قرار گرفتن در معرض اطلاعات تجاوز جنسی در جریان تحقیقات نیویورک تایمز مورد تجاوز قرار گرفته‌است. رابین اندرسن، محقق رسانه‌ای و استاد دانشگاه فوردهام، در مقاله‌ای که در اوایل فوریه در مجله اینترنتی چپ‌گرای CounterPunch منتشر شد، از قدرت تحقیقات انتقاد کرد و به اختلافات عمده بین شهادت خانواده‌ها و متن مقاله اشاره کرد.
در فوریه ۲۰۲۴ مشخص شد که شوارتس پست‌های تحریک آمیز در رسانه‌های اجتماعی را لایک کرده‌است. او چندین پست را لایک کرده بود که خواستار نابودی غزه شده بود، از جمله پستی که خواستار «تبدیل غزه به مسلخ خانه» و «نقض هرگونه هنجار در راه پیروزی» بر «حیوانات انسانی» فلسطینی بود.
تایمز تحقیقاتی را آغاز کرد. جرمی اسکاهیل و همکاران در مقاله‌ای در ۲۸ فوریه در اینترسپت با عنوان «بین چکش و سندان: داستان پشت افشای ۷ اکتبر نیویورک تایمز». اظهار داشت که شوارتز «ممکن است دشمنی با فلسطینی‌ها داشته باشد… و فشارهای متناقضی بین حامی تلاش‌های جنگی اسرائیل و گزارشگر تایمز احساس کند».
شوارتس در ژانویه ۲۰۲۴ به کانال ۱۲ (اسرائیل) گفته بود: «من یک اسرائیلی هستم، اما برای نیویورک تایمز هم کار می‌کنم… بنابراین همیشه در این مکان بین چکش و سندان هستم.» ادن وسلی شخصی است که از جسد عبدوش فیلمبرداری کرد. وسلی در ژانویه ۲۰۲۴ به وای نت گفت که شوارتز و سلا از نویسندگان نیویورک تایمز «بارها و بارها با من تماس گرفتند و توضیح دادند که چقدر برای حمایت از اسرائیل اهمیت دارد.» آنها را به خاطر درک اهمیت بررسی تمام جزئیات تحسین کرد. وسلی همچنین خاطرنشان کرد که او می‌دانست که «در خانواده دربارهٔ انتشاری که به او تجاوز شده بود اختلاف نظر وجود دارد»
در ابتدا شوارتس با بیمارستان‌های اسرائیلی، مراکز بحران تجاوز جنسی، مراکز بهبودی آسیب‌های روحی، خطوط تلفنی تجاوز جنسی، و کیبوتسیم تماس گرفت. و از سایت‌های ادعایی تجاوز دیدن کرد، اما حتی یک مورد تجاوز جنسی گزارش نشده در ۷ اکتبر یافت نشد. در بازدیدهای متعدد از مرکز مرهاو مارپ، شوارتز هیچ مدرکی دال بر خشونت جنسی پیدا نکرد، و ناامید شد و کارکنان را متهم به شرکت در «توطئه سکوت» کرد. با این حال، اظهارات شاهدان ذکر شده در مقاله، از جمله از ZAKA یوسی لاندو، راز کوهن و شاری مندس (که همه آنها از آن زمان نشان داده‌اند که شهادت متناقض یا دروغ ارائه کرده‌اند) شوارتس را متقاعد کرد که الگوی خشونت جنسی سیستماتیک و «سلاحی» است، اما اینترسپت به این نتیجه رسید که «رسوایی بزرگتر ممکن است… فرآیندی باشد که اجازه چاپ (گزارش) را داد، و تأثیر تغییر زندگی گزارش‌ها بر آن هزاران فلسطینی که مرگ آنها با خشونت جنسی سیستماتیک ادعایی سازماندهی شده توسط حماس توجیه شده بود، روزنامه ادعا می‌کرد که افشا کرده‌است" و اینکه "مأموریت تایمز [ممکن است] تقویت یک روایت از پیش تعیین شده باشد". تایمز در حال بررسی پست‌های رسانه‌های اجتماعی شوارتز بود و بیانیه‌ای مقدماتی مبنی بر اینکه چنین فعالیت‌هایی خط‌مشی شرکت را نقض می‌کند، ارائه کرد.